# منتخب جزر البهاما لكأس ديفيز
منتخب جزر البهاما لكأس ديفيز (بالإنجليزية: Bahamas Davis Cup team)‏ هو ممثل جزر البهاما الرسمي في كرة المضرب في كأس ديفيز.